# 다니엘 차콘
다니엘 알론소 차콘 살라스(스페인어: Daniel Alonso Chacón Salas, 2001년 4월 11일 ~ )는 코스타리카의 축구 선수로 포지션은 수비형 미드필더이다. 현재 알라후엘렌세에서 활약하고 있다.